# أميلين فالاد
أميلين فالاد (بالفرنسية: Aymeline Valade) (ولدت في 17 أكتوبر 1984) عارضة أزياء وممثلة فرنسية.

## نشأتها
ولدت أميلين في مونبلييه ، ونشأت في ليون وباريس ونيس. لقد تعلمت كيفية القراءة في سن الحادية عشرة. ويعرف كيفية التزلج. لاحظت من قبل وكيل في سن 15 ، بينما كانت تتزلج في نيس. ومع ذلك قررت عدم محاولة النمذجة وبدلاً من ذلك ، درست الصحافة والتواصل. في سن 22 ، قررت الذهاب إلى باريس وبدأت حياتها المهنية كعارضة أزياء. كان أول عرض أزياء لها خلال أسبوع الموضة ، بالنسبة إلى بالينسياغا ، هو انطلاقة لها في مجال الأزياء.

## روابط خارجية
- أميلين فالاد على موقع IMDb (الإنجليزية)
- أميلين فالاد على موقع ألو سيني (الفرنسية)
- أميلين فالاد على موقع أول موفي (الإنجليزية)
- أميلين فالاد على موقع قاعدة بيانات الفيلم (الإنجليزية)
- أميلين فالاد على موقع كينوبويسك (الروسية)
- أميلين فالاد على موقع دليل عارضات الأزياء (الإنجليزية)